# Кубок Латвії з футболу 2013—2014
Кубок Латвії з футболу 2013–2014 — 72-й розіграш кубкового футбольного турніру в Латвії. Титул вдруге здобула Єлгава.

## Перший раунд
| Команда 1             | Рахунок | Команда 2              |
| --------------------- | ------- | ---------------------- |
| 12 червня 2013        |         |                        |
| Олайне (3)            | 4:0     | Рига Юнайтед (3)       |
| 14 червня 2013        |         |                        |
| Албертс (Рига) (3)    | 2:1     | Плявіняс ДМ (3)        |
| 15 червня 2013        |         |                        |
| Смілтене (3)          | 1:3     | ДЮСШ Прейлі (3)        |
| Калупе (3)            | 0:2     | Упесціємс (3)          |
| 16 червня 2013        |         |                        |
| Озолнієкі (3)         | 0:2     | Гробиня (3)            |
| 20 червня 2013        |         |                        |
| Динамо (Рига) (3)     | 2:0     | Кулдіга (3)            |
| 22 червня 2013        |         |                        |
| Царникава (3)         | 3:6     | Ріта/Лерона (Рига) (3) |
| Марієнбург (Рига) (3) | 1:3     | Добеле (3)             |

## Другий раунд
| Команда 1          | Рахунок | Команда 2              |
| ------------------ | ------- | ---------------------- |
| 5 липня 2013       |         |                        |
| Упесціємс (3)      | 0:4     | Даугава (Даугавпілс)   |
| Балві (3)          | 0:4     | Албертс (Рига) (3)     |
| Рінужи-Стронг (3)  | 1:6     | Єлгава                 |
| 6 липня 2013       |         |                        |
| Тракторс (3)       | 0:8     | ДЮСШ Ілуксте           |
| Гробиня (3)        | 0:8     | Даугава (Рига)         |
| Ауда (2)           | 0:2     | Валміера/БСС (2)       |
| Резекне (2)        | 0:1     | Юрмала                 |
| Олайне (3)         | 0:1 дч  | Варавіскне (2)         |
| РФШ (Рига) (2)     | 1:0     | МЕТТА/Латвійський ун-т |
| 7 липня 2013       |         |                        |
| Гулбене (2)        | 4:1     | Динамо (Рига) (3)      |
| Добеле (3)         | 0:3     | Спартакс               |
| БФК Даугава (2)    | 5:3     | Ріта/Лерона (Рига) (3) |
| Єкабпілс (2)       | 0:1     | Тукумс 2000 (2)        |
| Албертс (Рига) (3) | 1:8     | Сконто                 |
| Салдус (3)         | 0:6     | Вентспілс              |
| 14 липня 2013      |         |                        |
| ДЮСШ Прейлі (3)    | 2:11    | Металургс (Лієпая)     |

## 1/8 фіналу
| Команда 1          | Рахунок | Команда 2            |
| ------------------ | ------- | -------------------- |
| 19 липня 2013      |         |                      |
| Спартакс           | 2:4     | Металургс (Лієпая)   |
| 20 липня 2013      |         |                      |
| Варавіскне (2)     | 2:3     | Гулбене (2)          |
| Тукумс 2000 (2)    | 0:5     | Юрмала               |
| 21 липня 2013      |         |                      |
| Єлгава             | 3:1     | Валміера/БСС (2)     |
| Сконто             | 5:0     | РФШ (Рига) (2)       |
| Даугава (Рига)     | 3:1 дч  | БФК Даугава (2)      |
| 6 вересня 2013     |         |                      |
| ДЮСШ Ілуксте       | 0:3     | Вентспілс            |
| 7 вересня 2013     |         |                      |
| Албертс (Рига) (3) | 0:4     | Даугава (Даугавпілс) |

## Чвертьфінали
| Команда 1            | Рахунок | Команда 2 |
| -------------------- | ------- | --------- |
| 4 квітня 2014        |         |           |
| Даугава (Даугавпілс) | 2:1     | Вентспілс |
| Металургс (Лієпая)   | 2:1     | Юрмала    |
| 5 квітня 2014        |         |           |
| Гулбене (2)          | 0:2     | Єлгава    |
| Даугава (Рига)       | 1:2     | Сконто    |

## Півфінали
| Команда 1      | Рахунок | Команда 2            |
| -------------- | ------- | -------------------- |
| 23 квітня 2014 |         |                      |
| Єлгава         | 1:0 дч  | Металургс (Лієпая)   |
| Сконто         | 4:0     | Даугава (Даугавпілс) |

## Фінал
| 21 травня 2014 17:00 (CET) |

| Єлгава | 0:0 дч   | Сконто |
| ------ | -------- | ------ |
|        | Протокол |        |

| Земгальський олімпійський центр, Єлгава Глядачів: 1 650 Арбітр: Вадим Директоренко |

|                                                     |     | Пенальті                                |  |
| Редько · Губінс · Малашенокс · Ікстенс · Богдашкинс | 5:3 | Мінгазов · Гутковскіс · Аппіа · Осиповс |  |